# Mit der Faust in die Welt schlagen (Roman)
Mit der Faust in die Welt schlagen ist ein Roman des Autors Lukas Rietzschel. Er handelt vom Leben zweier Brüder, die in einem ostsächsischen Dorf aufwachsen, das der Autor „Neschwitz“ nennt. Thematisiert wird die Radikalisierung Jugendlicher in Ostdeutschland zwischen 2000 und 2015. Das Buch ist im September 2018 im Ullstein Verlag erschienen.

## Autor
Der Autor Lukas Rietzschel wurde 1994 in Räckelwitz geboren. Er wuchs in einfachen Verhältnissen in Kamenz auf. Seine Mutter war Krankenschwester, sein Vater Fliesenleger. Er studierte Politikwissenschaft und Germanistik in Kassel, was dort auch ohne Abitur als Eingangsvoraussetzung möglich ist. An der Hochschule Zittau/Görlitz studierte Rietzschel nach seinem Weggang aus Kassel Kulturmanagement. Heute lebt und arbeitet Lukas Rietzschel in Görlitz. Seine Leidenschaft für das Lesen und Schreiben entdeckte er im Alter von 16 Jahren.
Die Idee zu seinem Roman Mit der Faust in die Welt schlagen kam ihm im Zuge der Ereignisse der Flüchtlingskrise 2014/15 und der damit zusammenhängenden zunehmenden Fremdenfeindlichkeit. Lukas Rietzschel lebte zu dieser Zeit in Kassel, und er hat es, wie er selbst sagt, aus dem bildungsfernen Milieu, d. h. aus seiner Sozialisation als typisches Arbeiterkind ohne Büchersammlung zu Hause, herausgeschafft. Er sah, wie sich in seiner Heimat, in Ostsachsen, alte Schulfreunde in der medialen und realen Welt zunehmend ausländerfeindlich zeigten. Mit seinem Debütroman möchte er „irgendwie erklären, was da passiert und passiert ist“. Auch wenn sich in dem Buch mehrere Parallelen zu Lukas Rietzschels eigenem Leben finden, enthält es dennoch (wie jeder epische Text) kein „Abbild“ des Lebens in Ostsachsen, sondern Rietzschel lässt seine eigenen Erfahrungen und Fiktionen zu einer Geschichte zusammenfließen.

## Literarische Epoche
Der Roman Mit der Faust in die Welt schlagen ist ein Werk der deutschen Gegenwartsliteratur. Dabei lässt sich der Roman auf die Nachwende- beziehungsweise Post-DDR-Literatur spezifizieren. Jegliche Ereignisse des Buches basieren auf den Folgen der Wende, auch wenn der Roman den Vorgang der Wende selbst nicht behandelt. Alle Geschehnisse spielen im Osten Deutschlands respektive der ehemaligen DDR. Lukas Rietzschel nimmt häufig Bezug auf die Ereignisse der DDR- und Transformations-Zeit, wobei die Wende selbst als Zäsur dient, an der sich die Zeitmessung im Roman orientiert. Dies wird gleich auf der ersten Seite des Romans deutlich, wenn der Erzähler sagt: „Dann war der Umzug gekommen […], und jetzt, fünf Jahre später, das eigene Haus. Elf Jahre nach der Wende“ (S. 9).

## Zeitgeschichtlicher Hintergrund
Das Buch spielt von 2000 bis 2015 in der Oberlausitz, im Dreieck zwischen Kamenz, Bautzen und Hoyerswerda. Auf dem Hintergrund der Folgen des Zusammenbruchs der DDR und der Umbrüche der Transformationszeit entlädt sich die Wut der heranwachsenden Hauptfiguren Tobias und Philipp an den jeweils aktuellen politischen Vorgängen. So schimpfen die beiden über die finanzielle Rettung Griechenlands und versuchen auf verschiedenen Ebenen die Flüchtlingswelle von 2015 zu stoppen, indem sie z. B. beim örtlichen Hexenfeuer Ausländer verprügeln und in Dresden an einer Pegida-Demonstration teilnehmen. Bereits in ihrer Kindheit wird immer wieder auf verschiedene weltpolitische Ereignisse Bezug genommen, als bspw. im Fernsehen über die Terroranschläge des 11. September berichtet wird oder eine Radiosprecherin über den Irakkrieg informiert. Aber auch die rassistischen Ausschreitungen 1991 im nahegelegenen Hoyerswerda oder Übergriffe auf Sorben werden wiederholt thematisiert. Durch all dies macht Lukas Rietzschel die Aktualität des Buches deutlich; er stellt die erzählte Handlung in den Kontext der Ereignisse in Deutschland und der Welt.

## Inhaltsangabe
Im Mittelpunkt des Romangeschehens stehen die fiktiven Brüder Tobias und Philipp Zschornack, die in Neschwitz, einem Dorf in Ostsachsen, als Söhne einer Krankenschwester und eines Elektrikers aufwachsen. Die beiden Geschwister erleben in ihrer Kindheit mit dem Umzug aus dem DDR-Plattenbau in das neu gebaute Einfamilienhaus den sozialen Aufstieg der Familie. Dabei verspricht das eigene Haus den Aufstieg in die Mittelschicht. Doch das Familienglück ist nicht von Dauer; in ihrer Jugend erleiden Philipp und Tobias das Scheitern der Ehe ihrer Eltern, das schließlich in der Aufgabe des Eigenheims mündet und zum erneuten Einzug der Mutter in den zuvor verlassenen Neschwitzer Plattenbau führt. Philipp und Tobias leiden zudem sehr unter dem Tod ihres geliebten Großvaters und sie bemerken in zunehmendem Maße die Trostlosigkeit ihrer durch Verfall und Arbeitslosigkeit gekennzeichneten Heimat. Niemand scheint in der Lage, den beiden Heranwachsenden Halt zu geben und ihre Fragen zu Vergangenheit und Gegenwart zu beantworten. Denn sie sind von Erwachsenen umgeben, die zu sehr mit ihren eigenen Problemen beschäftigt sind. Vor dem Hintergrund dieser Orientierungslosigkeit und Einsamkeit, auch aufgrund des akuten Mangels an jungen Frauen im Dorf, wendet sich zunächst Philipp und später auch Tobias dem Neonazi Menzel und dessen Freunden zu. Beide Brüder sind bei rassistischen Anschlägen der Neonazis dabei. Philipp wirkt bei einem Anschlag auf eine Familie mit türkischstämmiger Adoptivtochter mit und Tobias löst eine Prügelei bei einem Hexenfeuer aus. Anders als Philipp, der sich nach und nach aus der Neonaziszene zurückzieht, fühlt sich Tobias immer mehr zu der Szene um Menzel hingezogen. Er gerät immer tiefer in Probleme, übernimmt die Nazi-Ideologie und ist überzeugt, dass seine Heimat vor Ausländern geschützt werden müsse. Als in Dresden die ersten Pegida-Demonstrationen beginnen und auch Neschwitz Flüchtlinge aufnehmen soll, kommt es zur Eskalation. Der Roman endet mit einem Anschlag auf die alte Grundschule der beiden Brüder, wobei die Schule zuerst überschwemmt und anschließend angezündet wird.

## Zentrale Themen und Motive
Rietzschels Roman beschäftigt sich mit Hoffnung und Neuanfang genauso wie mit schwierigen familiären Strukturen und dem Rückgang sozialer Fertigkeiten wie Kommunikation, Hilfsbereitschaft und Zusammenhalt. Zentrale Themen des Buches sind die Zunahme des Rechtsextremismus, vor allem in Sachsen, und die Zunahme der Probleme der Bevölkerung in strukturschwachen Regionen. Im Roman wird die Entwicklung von Hoffnung bis hin zu Perspektivlosigkeit und Gewalt aufgezeigt.
Bereits in den ersten Kapiteln finden sich die zentralen Motive des Romans. Ein Beispiel dafür ist das geschlossene Schamottewerk in der Nähe des Wohnortes der Familie, das sinnbildlich für den Zerfall der gesamten Region steht. Im Kontrast dazu steht das Einfamilienhaus als Symbol für den sozialen Aufstieg der Familie, als den sie den Auszug aus dem alten DDR-Plattenbau interpretieren. Dieser Aufstieg endet im Verlaufe des Buches abrupt, nachdem die Ehe der Eltern zu Bruch gegangen ist, unter anderem weil der Vater eine Affäre mit seiner Jugendliebe Kathrin beginnt. Das Haus der Familie Zschornack steht aber auch sinnbildlich für die Entwicklung Ostdeutschlands nach der Wende, da der Hausbau mit Euphorie und Hoffnung auf eine bessere Zukunft beginnt, jedoch durch Probleme erschwert wird und da schließlich die Hoffnung der Hausbesitzer auf einen sozialen Aufstieg zunichtegemacht wird. Ein weiteres wichtiges Motiv ist die Faust als Symbol für das jederzeit präsente Gewaltpotenzial, welches in Neschwitz und besonders im Umfeld von Tobias und Philipp herrscht. Die Wut und Aggression der Hauptfiguren mündet zum Beispiel in die Schlägerei am Hexenfeuer und die Überflutung des zukünftigen Flüchtlingsheims. Außerdem sind weitere wichtige Motive der Alkohol als Folge der Hoffnungslosigkeit, das ständige Fernsehen als Kontaktmedium zur Außenwelt, das Fehlen geeigneter Partnerinnen nach dem Wegzug vieler „Strebermädchen“ sowie der Vulkan zur Verdeutlichung des Brodelns innerhalb der Gesellschaft und der Möglichkeit eines plötzlichen Ausbruchs von Wut und Empörung.

## Figuren

### Philipp
Am Anfang des Romans ist Philipp acht Jahre alt (S. 11) und zum Ende ist er 23. Er hat eine schmale, zerbrechliche Statur, die sich im Laufe des Romans nicht verändert. Zu Beginn des Buches wohnt er mit seinem kleinen Bruder Tobias (Tobi) und seinen Eltern in einem neu gebauten Einfamilienhaus. Im Verlauf der Handlung macht er seinen Realschulabschluss und arbeitet dann als Mechatroniker (S. 260). Später zieht er in seine eigene Wohnung (S. 240).
Ein zentraler Charakterzug von Philipp ist sein Wunsch dazuzugehören, so auch zu der Gruppe um Menzel (S. 195). Um dazuzugehören, ist er bei Aktionen dabei, die er eigentlich nicht gutheißt (S. 224). Erst im Prozess des Erwachsenwerdens gelingt es ihm, das Bedürfnis, um jeden Preis dazuzugehören, abzulegen (S. 288). Er entfernt sich von der Gruppe und lässt sich von dieser nicht mehr beeinflussen.
Eine andere Erklärung für die zunehmende Distanz Philipps zur Gruppe um Menzel ist sein Phlegma. Menzel kritisiert, dass Philipp nie eigene Ideen in die Gruppenaktivitäten einbringe, sondern ein bloßer „Mitläufer“ sei. Menzels Zorn zieht sich Philipp dadurch zu, dass er nicht an der Bundestagswahl 2013 teilgenommen und damit nicht an der Ablösung von Angela Merkel als Bundeskanzlerin mitgewirkt hat. Mangelnder Antrieb und mangelnder Ehrgeiz bringen Philipp auch dazu, sich mit seiner Arbeit als Mechatroniker zufriedenzugeben und in Neschwitz wohnen zu bleiben.
Auffällig ist, dass Philipp im Laufe des Romangeschehens keine engen Beziehungen zu anderen unterhalten kann. Die Verbindung zu seinen Schulfreunden Christoph und Axel wird immer schwächer. Er hat für eine kurze Zeit eine Freundin, namens Theresa, von der er sich aber bald trennt (S. 260). Auch das Verhältnis zu seiner Familie ist schlecht. Der Kontakt zu seinem Vater ist nach dessen Trennung von der Mutter abgebrochen, und von seiner Mutter und seinem jüngeren Bruder Tobi sagt er sich durch seinen Umzug in eine eigene Wohnung los. Es bleibt am Ende offen, ob Philipp sich vollständig von seiner Familie abspaltet oder ob er sich schließlich um ein besseres Verhältnis zu Mutter und Bruder bemüht (S. 317).
Philipps Charakter ist insgesamt widersprüchlich und vielschichtig. Einerseits ist er sehr ängstlich und unsicher (S. 289), aber andererseits tritt er herausfordernd und provozierend auf – gerade auch (aber nicht nur) gegenüber seinem kleinen Bruder (S. 162).

### Tobias (Tobi)
Zu Beginn des Romans ist Philipps jüngerer Bruder Tobias fünf Jahre und am Ende 20 Jahre alt (S. 11). Im Gegensatz zu seinem älteren Bruder verändert sich sein äußeres Erscheinungsbild deutlich. Er entwickelt sich von einem schmalen, kleinen Jungen zu einem großen und kräftig gebauten jungen Mann. Trotz seines jungen Erwachsenenalters am Ende des Romans hat er bereits Falten vom übermäßigen Alkoholkonsum (S. 288). Tobias erwirbt im Laufe des Romangeschehens einen Hauptschulabschluss und arbeitet in einer Kamenzer Fahnenfabrik.
Tobi ist zunächst der stillere und zurückhaltendere der beiden Brüder (S. 26), der seine Umgebung genau beobachtet und dadurch eine gute Menschenkenntnis erwirbt (S. 77). Doch auch Tobi zeigt von Kindheit an immer wieder aggressives Verhalten, das er nur schwer zügeln kann (S. 100). Er wird mit zunehmendem Alter immer aggressiver und selbstbewusster (S. 284). Er will nicht mehr verniedlichend 'Tobi' genannt werden, sondern besteht auf 'Tobias' (S. 238), und er lässt sich von niemandem mehr etwas sagen (S. 273).
Anders als sein älterer Bruder geht Tobias festere Bindungen zu anderen Menschen ein. Seine Beziehung zu seinen Großeltern mütterlicherseits ist so eng, dass er in seiner Schulzeit behauptet, er wachse bei ihnen auf. So vermisst er seinen Großvater nach dessen Tod schmerzlich und versucht, das Andenken an ihn zu wahren, und er hilft seiner Großmutter regelmäßig bei ihren Einkäufen. Während sich Tobis Verhältnis zu seinem Vater nach dessen Auszug abkühlt, fühlt er sich seiner Mutter verpflichtet. Er sieht, wie sehr sie unter der Trennung vom Vater leidet, und bleibt bei ihr wohnen, damit sie nicht allein und sich selbst überlassen ist (S. 272). Auch seinem Crystal-Meth-abhängigen Schulfreund Felix hilft Tobi selbst dann noch, als er sich längst vor ihm fürchtet. Im Gegensatz zu Philipp freundet sich Tobi mit dem Neonazi Menzel so gut an, dass dieser ihm von seinen Ängsten und seiner Wut erzählt (S. 292–294). Zu Philipp selbst hat Tobi ein gespaltenes Verhältnis. Einerseits bewundert er seinen großen Bruder und eifert ihm nach, andererseits sieht er sich – für Geschwister nicht untypisch – im Wettbewerb zu ihm und ist missgünstig. Da viele von Tobis Bezugspersonen durch Tod, persönliches Leid, Krankheit und Wegzug ausscheiden, ist er schließlich ein sehr einsamer Mensch.
Im Unterschied zu Philipp schließt sich Tobias Menzel nicht nur an, weil er zu einer Gruppe dazugehören will, sondern er verspricht sich Orientierung von ihm. Nachdem sein verstorbener Großvater und seine in Trennungsstreitigkeiten versunkene Eltern als Orientierung bietende Instanzen ausgefallen sind, verinnerlicht er Menzels Nazi-Ideologie und kommt zu der Überzeugung, dass er an der Seite von Menzel Verantwortung für seine Region und für Deutschland übernehmen muss, indem er gegen Überfremdung und einen rasant fortschreitenden gesellschaftlichen Wandel eintritt. Obwohl Tobias kurz vor Schluss des Romans Menzel gegenüber unter vier Augen äußert: „Es braucht mal wieder einen richtigen Krieg.“, zweifelt er bis zuletzt an der Richtigkeit von Gewalt und Zerstörung als Mittel zum Zweck und hofft, dass ihn sein großer Bruder von seiner engen Bindung an Menzels Kreis abbringt.

### Menzel
Uwe Menzel ist deutlich älter als Philipp und Tobias. Er ist am Ende des Buches fast dreißig Jahre alt (S. 191). Menzel ist Halbsorbe (S. 196) und gehört vermutlich, ebenso wie die beiden Hauptfiguren, der Arbeiterschicht an. Während man über die Eltern Menzels nichts Näheres erfährt und die Großeltern nur am Rande erwähnt werden, kommt Menzels Onkel Uwe Deibritz eine größere Bedeutung zu. Er hilft beim Hausbau der Familie Zschornack mit. Als ehemaliger Stasi-Spitzel enttarnt, wird er von seiner Frau verlassen, verfällt dem Alkoholismus, verliert seinen Arbeitsplatz und nimmt sich schließlich das Leben. Menzels Familie wird aufgrund von Uwe Deibritz' Stasi-Vergangenheit gesellschaftlich geächtet.
Menzel hat auffallend weiße, blasse Haut mit grünlich schimmernden Adern an den Schläfen. Er hat eine Glatze (S. 191) und starre eingefallene Augen (S. 192). Menzels Kleidung ist schwarz und schlicht, und er trägt oft schwarze Handschuhe, um keine Spuren zu hinterlassen (S. 220).
Menzel ist ein Mensch, der „von einem Moment auf den nächsten stumm und traurig und dann wieder hasserfüllt und ekstatisch sein konnte“ (S. 293). Er versucht, andere Menschen dazu zu bringen, etwas zu unternehmen (S. 293) und sich gegen die von ihm beobachteten gesellschaftlichen Tendenzen zu stellen. Dabei ist er, trotz seiner eigenen sorbischen Wurzeln, eindeutig gegen Ausländer und Minderheiten eingestellt (S. 196), und er kritisiert die Regierung Merkel (S. 240). Er nimmt innerhalb seiner Gruppe die Rolle des Anführers ein, indem er die anderen einschüchtert (S. 228). Nur zu Ramon und – später – Tobias baut er ein engeres Verhältnis auf.
Die Figur Menzel wird weniger komplex gezeichnet als die von Philipp und Tobias. Menzel erscheint  als von Widersprüchen geprägter Mann. Der Roman enthält keine Hinweise auf konkrete Netzwerke, in die Menzel vermutlich eingebunden ist.

## Erzähler
In Mit der Faust in die Welt schlagen liegt eine auktoriale Erzählform (er-/sie Erzähler) vor. Der Erzähler wechselt im Verlauf des Buches immer wieder zwischen verschiedenen Figuren. Dabei liegt der Schwerpunkt auf der Beleuchtung der Gedanken von Philipp und Tobias. Dieser Wechsel der Innensicht wird durch eine allwissende (auktoriale) Erzählperspektive ermöglicht. Dennoch hilft der Erzähler ratlosen Lesern nur bedingt, das Erzählte zu verstehen.
Beispielsweise beschreibt der Erzähler im 8. Kapitel des Ersten Buches die Vorbereitungen auf das Hexenfeuer durch Feuerwehrleute, die Tobi durch das Fenster seines Hortes beobachten kann: „Im Frühjahr, Anfang April, sammelten sie Äste und abgestorbene Baumstämme aus den umliegenden Wäldern und schichteten sie zu einem großen Haufen. Ringsum in den Dörfern taten andere Feuerwehrleute dasselbe. Dann setzten sie sich am Abend in Klappstühlen um den Holzhaufen und bewachten ihn. Gegen die anderen Dörfer, gegen die Zecken und Sorben. Dieses permanente Nebeneinander. Die Konkurrenz, der Kampf.“
Unklar ist an dieser Stelle, wessen Sichtweise hier präsentiert wird. Das im ersten Satz Beschriebene kann Tobi sehen, vermutlich zum ersten Mal. Daher kann er das im zweiten Satz Beschriebene nicht wissen. Wer Andersdenkende für „Zecken“ hält, bleibt unklar (alle Feuerwehrleute?). Die letzten drei Sätze entsprechen nicht dem Reflexionsniveau eines Grundschülers. Unklar ist auch, ob die letzten beiden Sätze, die wohl ein Lebensgefühl ausdrücken sollen, in zustimmender oder in kritischer Absicht geäußert werden. Falls Letzteres der Fall sein sollte, dann gäbe es durchaus Ansätze zu einer Kritik der bestehenden Verhältnisse durch den Erzähler.

## Komposition und sprachliche Gestaltung
Der Roman Mit der Faust in die Welt schlagen ist in drei Teile („Bücher“) gegliedert. In jedem Buch ist der Fokus auf einem anderen zentralen Thema. Im Mittelpunkt des ersten Buches steht die Kindheit der beiden Protagonisten, während Philipps Hinwendung zu Menzels Neonaziszene Gegenstand des zweiten Buches ist und im dritten Buch Tobias' Radikalisierung fokussiert wird. Die Geschehnisse werden episodenhaft, in chronologischer Reihenfolge erzählt. Durch diesen fragmentarischen Stil und durch Zeitsprünge unterschiedlicher Länge (z. B. zwischen Buch 2 und 3 gibt es einen Zeitsprung von 7 Jahren) fordert der Roman seine Leser dazu auf, sich aktiv an der Sinnstiftung zu beteiligen und zu jeweils eigenen Erklärungen für Philipps und Tobias' radikales Verhalten zu gelangen. Auf formaler Ebene deutet der Text auf diese Weise an, dass er die rassistischen und gewalttätigen Handlungen der Protagonisten weder erklären oder gar entschuldigen will, noch kann. Zudem weist er darauf hin, dass es nicht eine kohärente Erklärung für eine derartige persönliche Entwicklung geben kann.
Der Roman ist in einer Art restringiertem Code erzählt, der von einigen Linguisten als typisch für Angehörige „bildungsferner Schichten“ bewertet wird („'Gute Idee, wenn das klappt.' 'War ja auch meine', sagte Robert. 'Halt die Fresse, Missgeburt!' Menzel zwickte ihn in den Bauch.“ (S. 220)). Der Erzähler grenzt sich sprachlich nicht merklich von der Figurenrede ab, sondern steht auf einer Ebene mit den Figuren, deren Perspektive er zum Teil vollkommen übernimmt. Die Syntax ist oft knapp gehalten, mit vereinzelten Ellipsen, und die Wortwahl ist sehr einfach („Ihre beiden Söhne darauf. Tobi und Philipp. Bunte Jacken dreckverschmiert.“ (S. 9)). Dennoch erzeugt dieser stakkatoartige Stil präzise Bilder, wodurch man sich die Situationen und Handlungsorte des Geschehens sehr gut vorstellen kann („Am Straßenrand Autos. Vorbeifahrende hielten und pflückten Kornblumen. Anfang Juni hatte es noch nach Erdbeeren gerochen, wenn man an dem Feld bei Panschwitz vorbeifuhr. [...] Jetzt stand der Mais halbhoch und hellgrün bis an die Fahrbahn.“ (S. 147)). Rhetorische Stilmittel werden nur sparsam verwendet. Es sind einige Metaphern und Symbole zu finden (s. zentrale Motive), die indirekt auf Geschehnisse hinweisen und zum Nachdenken anregen.

## Rezensionen
Das Presseecho auf den Roman fiel überwiegend positiv aus; jedoch gab es auch negative Bewertungen, die z. B. die sprachliche Gestaltung kritisieren.
- „Sehr gut beobachtet und schön und poetisch genau geschrieben“ – Der Spiegel, Volker Weidermann, 8. September 2018
- „Mit einer sinnlichen, feinporigen Sprache zeichnet Rietzschel das Wachstum von Wut und Empörung besonders in den Gesten der beiden Jugendlichen nach“ – FAZ, Thomas Thiel, 24. November 2018
- „Wie ein böser, albtraumhafter Thriller“ – Münchner Merkur, Ulrike Frick, 28. Oktober 2018
- „Was nach einem harten Gegenwartsroman klingt, ist eine leise, fast zärtliche Geschichte über zwei junge, einsame Menschen.“ – Brigitte, 26. September 2018
- „Der Ost-Roman des Moments“ – FAZ, 9. September 2018
- „Ich glaube, es ist der Roman über den Osten der 2000er-Jahre schlechthin.“ – MDR Kultur, Matthias Schmidt, 10. September 2018

## Preise und Auszeichnungen
- 2016: Retzhof-Preis für junge Literatur
- 2016: Nominierung für poet|bewegt
- 2017: Nominierung für den Würth-Literaturpreis
- 2018: Nominierung für den aspekte-Literaturpreis
- 2019: Gellert-Preis

## Bühnenfassung

### Staatsschauspielhaus Dresden
- Regie: Liesbeth Coltof
- Tobias: Tillmann Eckardt
- Philipp: Daniel Séjourné
- Vater/Ramon: Ingo Tomi
- Mutter/Direktorin: Betty Freudenberg
- Uwe/Christoph/Marcos Vater: Sven Hönig
- Kathrin/Menzel: Ursula Hobmair
- Marco/Robert: Franziskus Claus

Für das Staatsschauspielhaus Dresden verfasste Lukas Rietzschel eine Bühnenfassung, welche unter der Regie von Liesbeth Coltof am 13. September 2019 im Kleinen Haus Dresden uraufgeführt wurde.

Die Geschwister Philipp und Tobias werden von Daniel Séjourné und Tilmann Eckardt verkörpert. Die anderen Schauspieler übernehmen die Rollen mehrerer Figuren. Durch diese Reduzierung der Komplexität der Figuren und der Romanhandlung insgesamt kommt das Stück auf eine Länge von 2 Stunden und 25 Minuten. Die drei Freunde von Tobias aus dem Buch werden beispielsweise in Marco (Franziskus Claus) zusammengefasst und Ursula Hobmeier übernimmt die Rollen von Kathrin und Menzel. Dass Menzel in der Dresdner Inszenierung eine Frau ist, stellt eine bemerkenswerte Abweichung von der Romanvorlage dar, ergänzt sie doch die Motivlage der Brüder um eine erotisch-sexuelle Komponente. 
„Temporeich, emotionsgeladen und provokant setzt Liesbeth Coltof ein starkes Signal.“ Sächsische Zeitung, Sebastian Thiele, 16. September 2019
„Ein großartiges, aber auch verstörendes Theatererlebnis.“ MDR Kultur, Matthias Schmidt, 14. September 2019

„Das Innenleben der Clique wird packend geschildert. Brandanschläge, Prügelattakcken, die Provokation mit Schweinkadavern vor einem Flüchtlingshaus bieten deftiges Theater.“ taz, Michael Bartsch, 17. September 2019

### Weitere Aufführungen
Das Düsseldorfer Schauspielhaus hat Mit der Faust in die Welt schlagen unter der Regie von Martin Grünheit am 26. September 2019 uraufgeführt. Am Theater Heilbronn hatte das Stück in der Fassung von Thomas Martin unter der Regie von Axel Vornam am 18. Januar 2020 Premiere. Das Schaufenster in Halle wird das Stück unter Regie von Sven Lasse Awe am 2. April 2020 uraufführen.

## Verfilmung
Ab Februar 2023 wurde der Roman nach einem Drehbuch von Constanze Klaue, die auch Regie führt, verfilmt. Drehorte waren Görlitz und die Oberlausitz. Verantwortlich für den ca. 100-minütigen Kinofilm sind die Produktionsfirmen Chromosom Filmproduktion, Flare film sowie der Mitteldeutsche Rundfunk, der Westdeutsche Rundfunk Köln, der Rundfunk Berlin-Brandenburg und Arte.

## Ausgaben
- Lukas Rietzschel: Mit der Faust in die Welt schlagen. Roman. Ullstein, Berlin 2018, ISBN 978-3-550-05066-4; als TB: Ullstein Taschenbuch, Berlin 2019, ISBN 978-3-548-06103-0.